# Montee Ball
Montee Ball Jr. (McPherson, 5 dicembre 1990) è un ex giocatore di football americano statunitense che ha militato nel ruolo di running back nella National Football League (NFL). Fu scelto nel corso del secondo giro (58º assoluto) del Draft NFL 2013 dai Broncos. Al college ha giocato a football all’Università del Wisconsin-Madison.

## Carriera professionistica

### Denver Broncos
Ball fu scelto nel corso del secondo giro del Draft 2013 dai Denver Broncos. Debuttò come professionista nella prima gara della stagione vinta contro i Baltimore Ravens, correndo 24 yard su 8 tentativi. Il primo touchdown lo segnò nella vittoria della settimana 8 contro i Washington Redskins. Nella settimana 11 segnò due touchdown contribuendo a battere i Kansas City Chiefs, l'ultima squadra rimasta imbattuta della lega. Due settimane dopo, ancora contro i Chiefs, superò per la prima volta le cento yard in una gara correndone 117 su 13 tentativi. La settimana successiva segnò un touchdown  nella vittoria sui Tennessee Titans in cui Denver ottenne la matematica qualificazione ai playoff.
I Broncos giunsero fino al Super Bowl XLVIII contro i Seattle Seahawks, in cui furono battuti in maniera nettissima per 43-8, il Super Bowl col risultato più a senso unico degli ultimi vent'anni. Ball corse una volta per sei yard e ricevette 2 passaggi per 2 yard.
Ball iniziò la sua seconda stagione come titolare dei Broncos al posto di Knowshon Moreno, passato ai Dolphins, segnando subito un touchdown nella vittoria della settimana 1 sui Colts. La sua annata fu però costellata dagli infortuni, dopo che già dopo la prima gara della pre-stagione si era sottoposto a un'appendicectomia. Nella settimana 5 subì un infortunio all'inguine che lo tenne fuori dal campo fino alla settimana 11, quando, solamente nel quarto snap della gara, riaggravò tale problema. Con l'emergere del compagno C.J. Anderson come running back di punta di Denver, Ball il 13 dicembre 2014 fu inserito in lista infortunati, concludendo la sua stagione. Fu svincolato nel settembre 2015 prima dell'inizio della stagione regolare.

## Palmarès

### Franchigia
- American Football Conference Championship: 1

Denver Broncos: 2013

### Individuale
- Doak Walker Award - 2012

## Statistiche
| Partite totali      | 21  |
| Partite da titolare | 3   |
| Yard su corsa       | 731 |
| Touchdown su corsa  | 5   |

Statistiche aggiornate alla stagione 2014